# Regionale Universelle Bibliothek W. G. Belinski Swerdlowsk

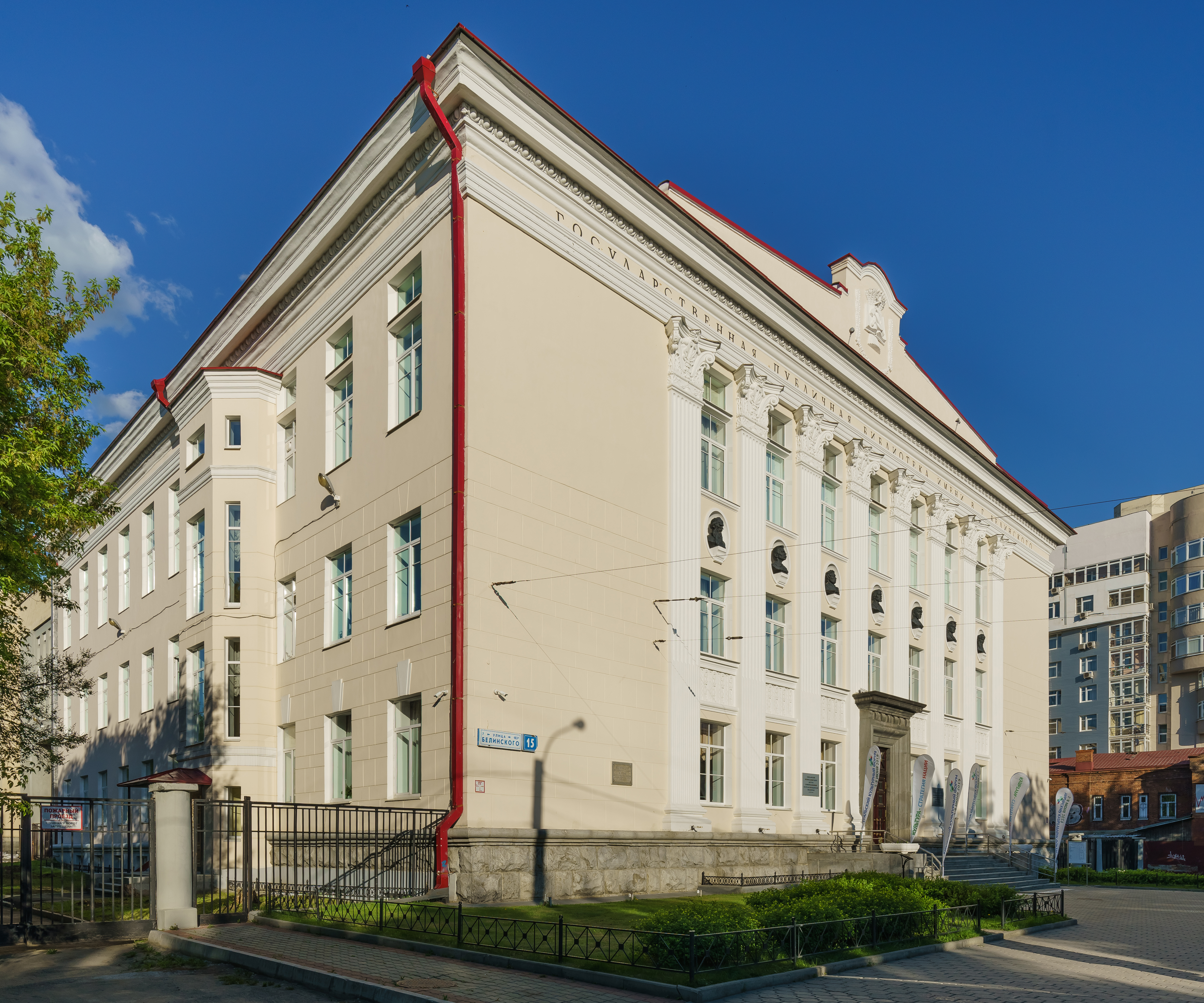
Bibliotheksgebäude

Die Regionale Universelle Bibliothek W. G. Belinski Swerdlowsk ist die größte Bibliothek in der Oblast Swerdlowsk und befindet sich in Jekaterinburg, Russland. Sie wurde nach Wissarion Grigorjewitsch Belinski benannt und anlässlich dessen 51. Todestag im Jahre 1899 als öffentliche Bibliothek eröffnet.
Die Bibliothek beherbergt über 2 Millionen Objekte, darunter Bücher, Audio- und Videokassetten, CD-ROMs und DVDs, Plakate und Postkarten. Die Bibliothek verfügt über die größte Sammlung fremdsprachiger Veröffentlichungen im Ural.
Nach Angaben der Verwaltung der Bibliothek besuchen jedes Jahr über 250.000 Menschen die Bibliothek.
Der Beschluss, die Bibliothek zu eröffnen, wurde im Jahr 1896 getroffen. Vor der Gründung wurden Spenden gesammelt; die erste Buchspende, bestehend aus etwa 2000 Büchern aus seiner Privatbibliothek, wurde vom späteren Bibliotheksdirektor zur Verfügung gestellt. 1898 wurde eine besondere Gesellschaft für die Einrichtung der Bibliothek durch 54 Einwohner der Region gegründet. Die Genehmigung des Innenministeriums zur Bibliotheksgründung wurde erst nach einigen Änderungen in der Satzung erteilt. Aufgrund dieser Verzögerung konnte die Eröffnung nicht bereits zum 50. Todestag Belinskis erfolgen; die Bibliothek wurde schließlich zu seinem 51. Todestag im Jahr 1899 eröffnet.
Das erste Gebäude war ein zweistöckiges Steinhaus in der Kolobovskaya-Straße (heute Tolmacheva-Straße); dieses Gebäude wurde später abgerissen. Für die Bibliothek wurde ein neues Gebäude in der heutigen Karl-Liebknecht-Straße errichtet; dort findet sich heute die regionale Kinder- und Jugendbibliothek Swerdlowsk. Im Jahr 1960 wurde ein neues Gebäude für die Bibliothek in der Belinski-Straße erbaut; 2003 wurde es durch ein Nebengebäude erweitert.
Seit 2010 veranstaltet die Bibliothek mit Unterstützung des Kulturministeriums der Region Swerdlowsk die Buchfestspiele Jekaterinburg. Derzeit ist es das älteste aktive Festival im Ural. Das Festival konzentriert sich auf aktuelle Themen wie moderne Verlagsprogramme und -projekte, die Entwicklung unabhängiger Nischenverlage und Strategien zur Förderung von Autoren. Durch das Festival soll zudem die Literatur der Uralregion vermehrt Bekanntheit erlangen. Seit 2013 findet das Festival von Oktober bis November auf dem Territorium der Bibliothek statt. Jährlich besuchen rund 1000 Menschen das Festival.